# ريتشارد جي. بارتليت
ريتشارد جي. بارتليت هو قاضي وقانوني وسياسي أمريكي، ولد في 15 فبراير 1926، وتوفي في 6 مايو 2015. نشط حزبياً في الحزب الجمهوري. وقد انتخب عضو جمعية ولاية نيويورك ‏.